# Хайнрих IV фон Плауен (бургграф на Майсен)
Хайнрих IV фон Плауен (на немски: Heinrich IV von Plauen; * 1510 вероятно на 24 август в замък Хартенщайн; † 19 май 1554 в Щатщайнах при обсадата на Пласенбург) е бургграф на Майсен и господар на Плауен, Гера, Грайц, Шлайц и Лобенщайн, господар на Тойзинг, Нойхартенщайн, Енгелсбург и Лудиц, оберстканцлер на кралство Бохемия.
Той произлиза от старата линия на род Плауен и е син на бургграф Хайнрих III († 1519) и втората му съпруга принцеса Барбара фон Анхалт-Кьотен (1487 – 1532/33), дъщеря на княз Валдемар VI фон Анхалт-Кьотен (1450 – 1508) и Маргарета фон Шварцбург-Бланкенбург (1464 –1539).
Хайнрих IV се жени преди 29 август 1532 г. за Маргарета фон Салм (* 1517; † 19 март 1573), дъщеря на граф Никлас I фон Салм и Нойбург (1459 – 1530) и съпругата му Елизбет фон Рогендорф († 1550).

## Деца
Хайнрих IV има с Маргарета фон Салм два сина:
- Хайнрих V (1533 – 1568), бургграф на Майсен,∞ 1555 принцеса Доротея Катарина фон Бранденбург-Ансбах (1538 – 1604)
- Хайнрих VI (1536 – 1572), бургграф на Майсен

∞ 1. 1564 принцеса Катерина фон Брауншвайг-Гифхорн (1548 – 1565)
∞ 2. 1566 принцеса Анна фон Померания-Щетин (1531 – 1592)